# Presidenti dell'Emilia-Romagna
Il Presidente della Regione Emilia-Romagna (impropriamente detto anche "Governatore") rappresenta la massima carica della regione ed è posto al vertice del governo regionale (giunta) e dell'amministrazione. Come stabilito dall'articolo 114, secondo comma della Costituzione, l'Emilia-Romagna è una regione ordinaria dotata di un proprio statuto e ha poteri e funzioni fissati da quest'ultimo, dalle leggi dello Stato e dalla Carta stessa. I presidenti della giunta regionale, dal 1970 al 1999, erano nominati dal consiglio regionale, a sua volta eletto dai cittadini ogni cinque anni. In seguito alla riforma del 1999, l'elezione del Presidente della Regione avviene per suffragio universale e diretto. Vasco Errani risulta a oggi quello rimasto in carica per più tempo, mentre l'attuale presidente è Michele De Pascale.

## Elenco
| Presidente                                       | Presidente          | Presidente                                     | Partito                                   | Giunta                              | Giunta              | Giunta                    | Mandato          | Mandato          | Elezioni         |
| Presidente                                       | Presidente          | Presidente                                     | Partito                                   | Giunta                              | Giunta              | Giunta                    | Inizio           | Fine             | Elezioni         |
| ------------------------------------------------ | ------------------- | ---------------------------------------------- | ----------------------------------------- | ----------------------------------- | ------------------- | ------------------------- | ---------------- | ---------------- | ---------------- |
| Presidenti eletti dal Consiglio regionale        |                     |                                                |                                           |                                     |                     |                           |                  |                  |                  |
|                                                  |                     | Guido Fanti (1925-2012)                        | Partito Comunista Italiano                | Fanti I                             |                     | Socialcomunismo PCI-PSIUP | 23 luglio 1970   | 16 giugno 1975   | I (1970)         |
| Fanti II                                         |                     | Guido Fanti (1925-2012)                        | Partito Comunista Italiano                | PCI                                 | 16 giugno 1975      | 21 maggio 1976            | II (1975)        |                  |                  |
|                                                  |                     | Sergio Cavina (1929-1977)                      | Partito Comunista Italiano                | Cavina                              |                     | PCI-PSI                   | II (1975)        | 21 maggio 1976   | 22 dicembre 1977 |
|                                                  |                     | Lanfranco Turci (1940)                         | Partito Comunista Italiano                | Turci I                             | 7 gennaio 1978      | PCI-PSI                   | II (1975)        | 9 giugno 1980    |                  |
| Turci II                                         |                     | Lanfranco Turci (1940)                         | Partito Comunista Italiano                | PCI-PDUP                            | 9 giugno 1980       | 12 maggio 1985            | III (1980)       |                  |                  |
| Turci III                                        |                     | Lanfranco Turci (1940)                         | Partito Comunista Italiano                | PCI                                 | 12 maggio 1985      | 23 marzo 1987             | IV (1985)        |                  |                  |
|                                                  |                     | Luciano Guerzoni (1935-2017)                   | Partito Comunista Italiano                | PCI                                 | Guerzoni            | 23 marzo 1987             | IV (1985)        | 24 giugno 1990   |                  |
|                                                  |                     | Enrico Boselli (1957)                          | Partito Socialista Italiano               | Boselli                             |                     | PCI-PSI-PRI-PSDI          | 24 giugno 1990   | 5 luglio 1993    | V (1990)         |
|                                                  |                     | Pier Luigi Bersani (1951)                      | Partito Democratico della Sinistra        | Bersani I                           |                     | PDS-PSI-PRI-PSDI          | 5 luglio 1993    | 23 aprile 1995   | V (1990)         |
| Bersani II                                       |                     | Pier Luigi Bersani (1951)                      | Partito Democratico della Sinistra        | L'Ulivo PDS-PPI-PdD-FdV             | 23 aprile 1995      | 17 maggio 1996            | VI (1995)        |                  |                  |
|                                                  |                     | Antonio La Forgia (1944-2022)                  | Partito Democratico della Sinistra        | L'Ulivo PDS-PPI-PdD-FdV             | La Forgia           | 17 maggio 1996            | VI (1995)        | 3 marzo 1999     |                  |
|                                                  |                     | Vasco Errani (1955)                            | Democratici di Sinistra                   | L'Ulivo PDS-PPI-PdD-FdV             | Errani I            | 3 marzo 1999              | VI (1995)        | 16 aprile 2000   |                  |
| Presidenti eletti a suffragio universale diretto |                     |                                                |                                           |                                     |                     |                           |                  |                  |                  |
|                                                  |                     | Vasco Errani (1955)                            | Democratici di Sinistra                   | Errani II                           |                     | DS-PRC-Dem-PPI-FdV-PdCI   | 16 aprile 2000   | 4 aprile 2005    | VII (2000)       |
| Errani III                                       |                     | Vasco Errani (1955)                            | Democratici di Sinistra                   | L'Unione DS-DL-SDI-PRC-IdV-FdV-PdCI | 4 aprile 2005       | 29 marzo 2010             | VIII (2005)      |                  |                  |
|                                                  | Partito Democratico | Vasco Errani (1955)                            | Errani IV                                 |                                     | PD-IdV-FdS-SEL      | 29 marzo 2010             | 8 luglio 2014    | IX (2010)        |                  |
|                                                  |                     | Simonetta Saliera (Vicepresidente f.f.) (1956) | Errani IV                                 | Partito Democratico                 | PD-IdV-FdS-SEL      | 8 luglio 2014             | 22 dicembre 2014 | IX (2010)        |                  |
|                                                  |                     | Stefano Bonaccini (1967)                       | Partito Democratico                       | Bonaccini I                         |                     | PD-SEL                    | 22 dicembre 2014 | 28 febbraio 2020 | X (2014)         |
| Bonaccini II                                     |                     | Stefano Bonaccini (1967)                       | Partito Democratico                       | PD-SI-Az-EV-IV                      | 28 febbraio 2020    | 12 luglio 2024            | XI (2020)        |                  |                  |
| Bonaccini II                                     |                     |                                                | Irene Priolo (Vicepresidente f.f.) (1974) | PD-SI-Az-EV-IV                      | Partito Democratico | 12 luglio 2024            | XI (2020)        | 13 dicembre 2024 |                  |
|                                                  |                     | Michele De Pascale (1985)                      | Partito Democratico                       | De Pascale                          |                     | PD-AVS-M5S                | 13 dicembre 2024 | In carica        | XII (2024)       |

## Presidenti per durata complessiva
| N. | Presidente               | Giorni in carica |
| -- | ------------------------ | ---------------- |
| 1  | Vasco Errani             | 5606             |
| 2  | Stefano Bonaccini        | 3490             |
| 3  | Lanfranco Turci          | 3362             |
| 4  | Guido Fanti              | 2129             |
| 5  | Luciano Guerzoni         | 1189             |
| 6  | Enrico Boselli           | 1107             |
| 7  | Pier Luigi Bersani       | 1047             |
| 8  | Antonio La Forgia        | 1020             |
| 9  | Sergio Cavina            | 580              |
| 10 | Michele De Pascale       | 250              |
| -  | Simonetta Saliera (f.f.) | 167              |
| -  | Irene Priolo (f.f.)      | 154              |